# José Manuel Hidalgo Barbero
José Manuel Hidalgo Barbero (Vecinos, 1893 - Ciudad Rodrigo, 18 de julio de 1955) fue maestro y director de las Escuelas Graduadas de San Francisco en Ciudad Rodrigo entre 1921 y 1955, Presidente del Círculo de Estudios Pedagógicos de Ciudad Rodrigo y cofundador de la  Sociedad Española de Pedagogía. Colaboró en “La Voz de Miróbriga” desde su fundación, publicando diferentes trabajos de investigación en torno a la enseñanza y al magisterio. Realizó investigaciones y estudios en torno al ámbito escolar en los grupos madrileños de mayor prestigio, extrayendo conclusiones de aplicación práctica en provecho de la Enseñanza y Magisterio de la época. Asimismo, colaboró en el Instituto Nacional Psicotécnico sobre Orientación y Selección Profesional.
Debido a su esfuerzo y trabajo, los cuales fueron decisivos para el prestigio y consideración de la Escuela pública en Ciudad Rodrigo, el 18 de enero de 2010 el Ayuntamiento de dicha localidad otorgó su nombre a la Escuela de Educación Infantil de Ciudad Rodrigo: EEI José Manuel Hidalgo.
En las Escuelas Graduadas de San Francisco, donde impartió clase, por suscripción popular y reconocimiento a sus méritos, se le rindió un homenaje instalándose una placa en la fachada con la siguiente inscripción: "Aquí enseñó don José Manuel Hidalgo, maestro ejemplar (1921-1955).

## Biografía
Nació en Vecinos, municipio y localidad española de la provincia de Salamanca, a finales del s. XIX. Su madre era también maestra y su padre orífice.
Cursó sus primeros estudios en el Seminario San Cayetano. Con posterioridad, se trasladó a Salamanca, donde se formó como maestro. Su título fue firmado por Miguel de Unamuno.
En Ciudad Rodrigo fue director y maestro de las Escuelas Graduadas de San Francisco. Después de la escuela, dedicaba su tiempo a clases particulares para alumnos de todas las edades y con carreras terminadas para hacer oposiciones.
Alcanzó un gran prestigio como maestro por la conducta ejemplar, sencillez y simpatía que emanaban de su persona. Estaba al día en las nuevas teorías pedagógicas y en los estudios de Pedagogía y Psicología. Le gustaba comparar sus apreciaciones con las de los demás. Sobre todos los sistemas, enseñaba con su ejemplo.
A sus alumnos, a los cuales encontraba paseando por las calles de Ciudad Rodrigo, les repetía con frecuencia: "Por la senda que se comienza a andar de pequeño, se continúa de mayor". Otra de sus frases, rememoradas por su hija Celia, era: "El espíritu no envejece". De los niños decía que eran los hombres del mañana: "Con los niños me siento joven". Su entusiasmo era superarse cada día. Se decía que enseñaba jugando.
Se casó con Emilia Santos. El matrimonio tuvo tres hijos: José Manuel (que ejerció como veterinario en San Martín de Valdeiglesias), Celia (escritora y poeta) y Mercedes (maestra, como su padre).
Su fallecimiento tiene lugar el 18 de julio de 1955. Durante más de un año, en los periódicos locales y provinciales se publican artículos que manifiestan el recuerdo de su desaparición. El 31 de julio D. Victorino Sánchez, que convivió con él durante 21 años, publicó un artículo titulado "Ante la pérdida del maestro". El resto de publicaciones se referían a la pérdida sufrida por Ciudad Rodrigo y su Magisterio con la desaparición del gran maestro, compañero y amigo D. José Manuel. El cinco de agosto aparece otro largo artículo firmado por otro maestro compañero titulado "A la memoria de un gran maestro" y que comienza "Los días transcurren y el sentimiento causado por su falta adquiere tamaño gigante". Manuel Belda le dedica también el siguientes párrafo:
"José Manuel Hidalgo hizo invulnerable la escuela popular y gratuita en Ciudad Rodrigo a fuerza de competencia, comprensión, voluntad de trabajo, afán de superación, orgullo de clase y demás virtudes perfiladoras del envidiable carácter moral que supo imprimir en tantos discípulos y antiguos alumnos que hoy lloran su ausencia. Y sobre todo con amorosa dedicación y simpática sencillez, resortes mágicos con que se adueñó del corazón de cuantos le trataron..."
Posteriormente, el mismo autor realizará otra semblanza a José manuel Hidalgo en el artículo publicado en el "Libro del Carnaval del 93":
"Ahora, con mi memoria de niño y el paso del tiempo, desempolvo aquella placa de mármol y escribo estas líneas en recuerdo al MAESTRO. A un maestro que nació hace cien años. Y precisamente, en esta época de centenarios "importantes" yo me quedo con el Centenario del nacimiento en Ciudad Rodrigo de un maestro. Precisamente ahora. Cuando a los maestros ya no se les llama maestros, y las escuelas ya no son escuelas, sino colegios, ahora más que nunca, me quedo con el MAESTRO. Me quedo con don José Manuel Hidalgo que -lo dice la placa- enseñó durante 31 años y fue, sobre todo, un maestro ejemplar. Dos palabras que, aunque ahora estén en desuso, resumen toda una existencia. [...] Porque don José Manuel Hidalgo fue maestro de vocación, de los pies a la cabeza. Y su simpatía, su bondad natural y ese temple especial que le caracterizaba, le hicieron ganarse el respeto, la amistad y la estima de alumnos y compañeros.´El espíritu no envejece` -decía- y con aquel gracejo que le caracterizaba añadía: "´Aún somos jóvenes y entre los niños se siente uno más joven aún`".
En agosto "Ante un homenaje a la memoria de D. José Manuel Hidalgo", se anuncia una reunión de directrices para organizar algo muy popular para que la gente pudiera contribuir desde el más humilde al más poderoso pensando en una lápida para colocarla en la escuela donde ejerció todos los años que estuvo en Ciudad Rodrigo.
En Salamanca se le rindieron diferentes homenajes. La Sociedad Española de Pedagogía, de la que era miembro fundador, comunica a los lectores de la provincia de Salamanca que se ha organizado una sesión necrológica en memoria de D. José Manuel Hidalgo, la cual se celebrará el 15 de marzo a las cinco en el grupo escolar "Francisco Vitoria" de Salamanca. El día 17 en "La Gaceta" venía una reseña del acto en el que habían intervenido presidentes, inspectores, directores y maestros. Uno de los inspectores, D. Adolfo Maíllo, por el que sentía predilección, leyó unas cuartillas en las que hace resaltar como cualidad sobresaliente la prudencia y la corroboración de su tesis, y hace un minucioso estudio del "natural, equilibrado y sano de Hidalgo, su mejor amigo y consejero en sus mejores años de inspector, afirmando que con su mente ha perdido no ya la provincia de Salamanca sino España entera uno de los maestros de élite, cuyo paso por la vida dibujó un doble surco de honrada laboriosidad y ejemplaridad nobilísima".
También en Ciudad Rodrigo el 20 de noviembre de 1955 se anuncia el inmediato homenaje a la memoria de D. José Manuel Hidalgo Barbero para el día 27 del mismo, diciendo que los detalles del referido homenaje están anunciados en profusión de programas que se han repartido además en "La Gaceta" y en "La Voz de Miróbriga".
El 28 de marzo de 2001, su hija, Celia Hidalgo, publicó "Semblanza de José Manuel Hidalgo", en la publicación del Ateneo de Ciudad Rodrigo.